# Gluten
Gluten består främst av frölagringsproteiner men även till en viss del stärkelse, lipider och vatten. De frölagringsproteiner som oftast associeras till gluten klassificeras som gluteniner och gliadiner, men det finns även andra typer av proteiner som till exempel purininer och faraniner. I majoriteten av alla andra stråsädesslag och grässorter finns liknande frölagringsproteiner men går under namn som till exempel avenin (havre), zein (majs), hordein (korn), sekalin (råg).

## Fraktioner

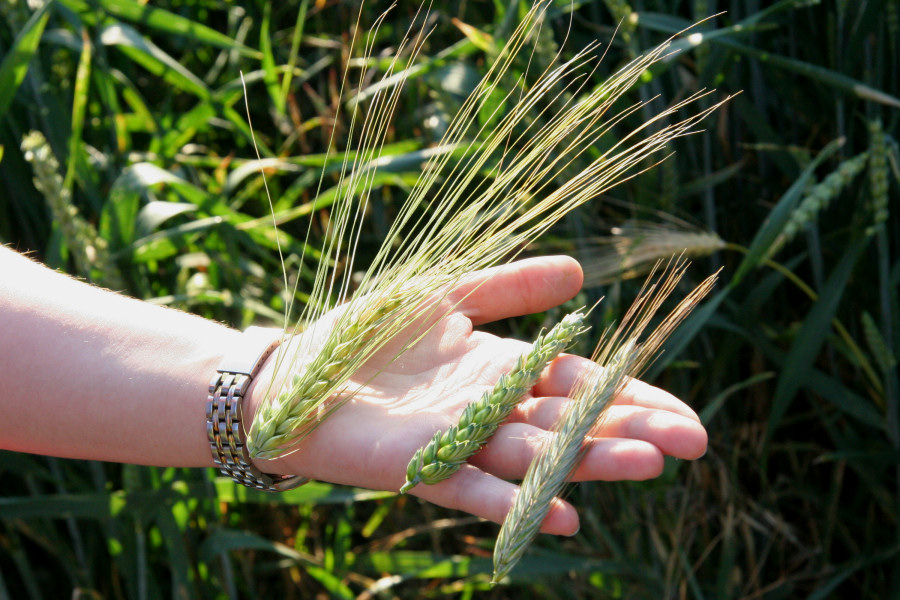
Ax av korn, vete och råg

Gluteninerna och gliadinerna i sin tur delas normalt in högmolekylära och lågmolekylära gluteniner samt α/β, γ och ω gliadiner.
De högmolekylära gluteninerna består främst av långa sektioner av aminosyrorna glycin och glutamin i repetitiva motiv, med cysteiner placerade i terminalerna.
De lågmolekylära gluteninerna och α/β, γ gliadinerna har liknande uppbyggnad med långa sektioner av aminosyrorna glycin och glutamin i repetitiva motiv samt cysteiner placerade på samma ställen i proteinerna.
ω gliadinerna saknar cysteiner och består främst enbart av repetitiva motiv av glutamin och prolin.

## Celiaki och spannmålsallergi
Den som har celiaki tål inte gluten alls utan får inflammatoriska reaktioner i tarmen av gluten, vilket beror på specifika sektioner i de repetitiva sekvenserna i gluteninerna och gliadinerna. Celiaki är ingen allergi, men trots det används ofta den felaktiga termen glutenallergi.
Även spannmålsallergi förekommer och skiljer sig från celiaki vad gäller orsak, symptom och kostråd. Allergi mot vete är den vanligast förekommande spannmålsallergin.
Havreprotein – avenin – i små mängder torde inte vara skadligt för personer med celiaki, och havre anses därför numera glutenfri ur medicinsk synvinkel. Dock kan skördad havre vara förorenad med spår av andra spannmål, från  skördemaskiner och liknande, varför somliga personer som är känsliga för gluten ändå reagerar på havre.

## Förekomst i livsmedel
Gluten förekommer i alla livsmedel som innehåller vetemjöl, kamut, spelt, råg, korn och rågvete, och finns därför ofta i bland annat bröd, flingor, pasta, panering och gröt. Det finns även livsmedel som innehåller derivat av gluten, vilket används som förtjockningsmedel i exempelvis varmkorv, salladsdressing, fiskbullar, såser, men även i vissa ostar, kallskuret och godis. Gluten används även som bindemedel i vissa mediciner i pillerform. Detta biämne ska i förekommande fall anges på medicinens bipacksedel.
Vid brödbak gör gluten degen mer lättarbetad och ger den bättre jäsegenskaper. Glutenet i vete ger de bästa bakegenskaperna.
Havreprodukter som är framställda med särskild omsorg för att inte bli förorenade av vete, råg eller korn får märkas som glutenfria. Detsamma gäller specialframställd vetestärkelse. 
Generellt får livsmedel med ett gluteninnehåll mindre än 20 mg/kg märkas som Glutenfritt. Livsmedel med mindre än 100 mg/kg gluten får märkas med Mycket låg glutenhalt.
Det finns dock en liten grupp som behöver hålla sitt glutenintag ännu närmare 0 mg/kg för att hålla sig friska och som därför måste vara försiktiga även med produkter märkta med Glutenfritt.
Några naturligt glutenfria livsmedel som i vissa fall har liknande egenskaper som vetemjöl eller livsmedel som innehåller gluten:

- arrowrot
- bovete
- hirs
- kikärtsmjöl
- majs
- potatismjöl
- ris
- sojamjöl
- tapiokamjöl
- quinoa

## Övrigt
- Seitan, köttersättning tillverkad av gluten.